# 逆勢指標

## 逆勢操作指標定義
CDP指標，即所謂逆勢操作指標，由威爾斯‧ 王爾德(Wells Wilder)所提出的操作研究，視為是一種極短線的操作指標，可運用在當日的買進賣出股票的依據做為參考點。 其中透過CDP值，並計算出最高值(AH)、近高值(NH)、最低值(AL)以及近低值(NL)，依序排列順序(由高至低)為AH、NH、CDP、NL、AL。

## 公式計算
(1)ＣＤＰ＝（Ｈ＋Ｌ＋２Ｃ）÷４
(2)ＡＨ（最高值）＝ＣＤＰ＋（Ｈ－Ｌ）
(3)ＮＨ（近高值）＝ＣＤＰ×２－Ｌ 　　
(4)ＡＬ（最低值）＝ＣＤＰ－（Ｈ－Ｌ）
(5)ＮＬ（近低值）＝ＣＤＰ×２－Ｈ
備註：Ｈ：前一日最高價，Ｌ：前一日最低價，Ｃ：前一日收市價

## 基本使用原則
(1)當日股價開盤漲過AH時，應追價買進。
(2)當日股價開盤跌破AL時，應賣出。 
(3)當日股價盤中漲過AH附近，應追價買進。 
(4)當日股價盤中漲過NH附近，應分批賣出。 
(5)當日股價盤中跌破AL附近，應追價賣出。 
(6)盤中跌至NL附近，應分批買進。